# Боброеды
Боброеды (укр. Боброїди) — село в Добросинско-Магеровской сельской общине Львовского района Львовской области Украины.
Население по переписи 2001 года составляло 557 человек. Занимает площадь 15,89 км². Почтовый индекс — 80333. Телефонный код — 3252.